# MSQL

mSQL ou Mini SQL est un système léger de gestion de base de données issu de l'entreprise Hughes Technologies. Développé à partir de 1994, mSQL comblait le trou qui existait entre les bases de données personnelles intégrées comme Microsoft Access et celles commerciales comme Oracle ou DB2. Sa popularité a grandi entre 1994 et 1997 et il devint la référence pour les développeurs open source.
mSQL n'était cependant pas un logiciel libre et il fut ainsi délaissé à partir de 1999 au profit de MySQL. Le projet reste toujours actif avec la sortie d'une version 3.8 en juin 2006.
Plusieurs langages de programmation sont supportés comme le C (langage) qui est inclus dans la bibliothèque de base, Perl ou Java.